# Copa Modelo Centenario 2016
La Copa Modelo Centenario 2016 de fútbol del Perú fue la primera edición de este torneo. Se inició el viernes 26 de agosto y culminó en diciembre.
Participaron en él los equipos de Reserva de los 16 clubes que integran la Primera División del Perú. Los mismos fueron divididos en cuatro grupos.
Este torneo se disputó luego de concluido el Torneo de Promoción y Reserva de 2016 y fue organizado por la Federación Peruana de Fútbol en coordinación con la Asociación Deportiva de Fútbol Profesional. El objetivo fue que los planteles de Reserva de los equipos profesionales no pierdan la competencia, además de servir como modelo para la realización de competencias entre las categorías Sub-15 y Sub-17 a partir del siguiente año entre los clubes de la Primera División del Perú.

## Sistema del Campeonato
Primera Fase
Se jugará una fase de grupos en la que se dividen los 16 equipos según el criterio de zona geográfica:
- Zona 1 (Norte 1): Defensor La Bocana, Alianza Atlético de Sullana, Juan Aurich y Comerciantes Unidos.

- Zona 2 (Norte 2): Universidad Técnica de Cajamarca, Unión Comercio, Universidad César Vallejo y Universitario de Deportes.

- Zona 3 (Lima): Sporting Cristal, Alianza Lima,  Universidad San Martín de Porres y Deportivo Municipal.

- Zona 4 (Sur): Ayacucho FC, Real Garcilaso, FBC Melgar y Sport Huancayo.

Al existir 5 equipos en Lima, uno de ellos (Universitario de Deportes) pasó por sorteo a la Zona 2 (Norte 2).
En la fase de grupos se disputarán 12 fechas, ejecutándose por duplicado el sistema de todos contra todos en partidos de ida y vuelta, a similitud de como sucede en la Liga de Campeones de la UEFA y la Copa Libertadores. Clasifican los 2 primeros de cada grupo a la Segunda Fase.
Segunda Fase
Se vuelve a disputar una fase de grupos conformados de la siguiente manera:
- Grupo A: 1° y 2° puesto de la Zona 1, 1° y 2° puesto de la Zona 3.
- Grupo B: 1° y 2° puesto de la Zona 2, 1° y 2° puesto de la Zona 4.

Jugarán en cada grupo con el sistema de todos contra todos a partidos únicos (3 fechas) en Lima. Clasifican los 2 primeros de cada grupo a Semifinales.
Semifinales
Cruzan el 1° del Grupo A con el 2° del Grupo B y el 1° del Grupo B con el 2° del Grupo A. Partidos únicos disputados en Lima. Los ganadores clasifican a la Final.
Final
Se disputará a partido único como partido preliminar a la Final del Torneo Descentralizado 2016. El ganador será proclamado como Campeón.

## Equipos participantes
Zona 1 (Norte 1)
| Club                | Ciudad   | Entrenador            | Estadio                | Aforo  |
| ------------------- | -------- | --------------------- | ---------------------- | ------ |
| Alianza Atlético    | Sullana  | Jim Ruiz              | Melanio Coloma         | 4.000  |
| Comerciantes Unidos | Cutervo  | Leopoldo Rodríguez    | Juan Maldonado Gamarra | 8.000  |
| Defensor La Bocana  | Sechura  | Juan Carlos Manihuari | Municipal de Bernal    | 5.000  |
| Juan Aurich         | Chiclayo | Yohano Bermúdez       | Estadio Elias Aguirre  | 23.500 |

Zona 2 (Norte 2)
| Club                       | Ciudad                           | Entrenador         | Estadio                | Aforo      |
| -------------------------- | -------------------------------- | ------------------ | ---------------------- | ---------- |
| Unión Comercio             | Moyobamba                        | Raymundo Paz       | Regional IPD / Rioja   | 6.000      |
| Universidad César Vallejo  | Trujillo                         | Marcelo Asteggiano | Mansiche / Villa Poeta | 25.000 / 0 |
| Univ. Técnica de Cajamarca | Cajamarca                        | Martín Coba        | Héroes de San Ramón    | 12.000     |
| Universitario de Deportes  | Archivo:Bandera de Lima.svg Lima | Javier Chirinos    | Campo Mar / Monumental | 0 / 80.093 |

Zona 3 (Lima)
| Club                      | Ciudad                           | Entrenador         | Estadio                       | Aforo        |
| ------------------------- | -------------------------------- | ------------------ | ----------------------------- | ------------ |
| Alianza Lima              | Archivo:Bandera de Lima.svg Lima | Fabricio Sierra    | Alejandro Villanueva          | 35.000       |
| Deportivo Municipal       | Archivo:Bandera de Lima.svg Lima | Sergio Castellanos | Iván Elías Moreno             | 12.000       |
| Sporting Cristal          | Archivo:Bandera de Lima.svg Lima | Pablo Zegarra      | La Florida / Alberto Gallardo | 100 / 18.000 |
| Universidad de San Martín | Archivo:Bandera de Lima.svg Lima | José Espinoza      | Villa Deportiva USMP          | 1.000        |

Zona 4 (Sur)
| Club            | Ciudad   | Entrenador      | Estadio                       | Aforo           |
| --------------- | -------- | --------------- | ----------------------------- | --------------- |
| Ayacucho F. C.  | Ayacucho | Luis Revilla    | Ciudad de Cumaná / Libertador | 15.000 / 0      |
| F. B. C. Melgar | Arequipa | Gerardo Calero  | UNSA / La Tomilla             | 60.000 / 10.000 |
| Real Garcilaso  | Cusco    | Jorge Parihuana | Garcilaso / Oropesa           | 42.000 / 0      |
| Sport Huancayo  | Huancayo | Abilio Meneses  | Huancayo                      | 20.000          |

## Tabla de posiciones

### Fase de grupos

#### Zona 1 (Norte 1)
| Pos. | Equipo              | PJ | PG | PE | PP | GF | GC | Dif. | Pts. |
| ---- | ------------------- | -- | -- | -- | -- | -- | -- | ---- | ---- |
| 1º   | Juan Aurich         | 12 | 5  | 4  | 3  | 30 | 16 | +14  | 19   |
| 2º   | Alianza Atlético    | 12 | 4  | 6  | 2  | 16 | 19 | -3   | 18   |
| 3º   | Comerciantes Unidos | 12 | 3  | 5  | 4  | 15 | 22 | -7   | 14   |
| 4º   | Defensor La Bocana  | 12 | 1  | 7  | 4  | 19 | 23 | -4   | 10   |

Orden por: 1) Puntos obtenidos. 2) Diferencia de gol. 3) Goles marcados a favor.
|  | Clasifican a Segunda Fase |

##### Primera Vuelta
| Alianza Atlético    | 1 - 1 | Defensor La Bocana | Melanio Coloma         |  |
| Comerciantes Unidos | 2 - 0 | Juan Aurich        | Juan Maldonado Gamarra |  |

| Juan Aurich        | 6 - 0 | Alianza Atlético    | Elías Aguirre       |  |
| Defensor La Bocana | 3 - 0 | Comerciantes Unidos | Municipal de Bernal |  |

| Defensor La Bocana  | 4 - 4 | Juan Aurich      | Municipal de Bernal    |  |
| Comerciantes Unidos | 0 - 0 | Alianza Atlético | Juan Maldonado Gamarra |  |

| Alianza Atlético | 4 - 1 | Comerciantes Unidos | Melanio Coloma |  |
| Juan Aurich      | 1 - 1 | Defensor La Bocana  | Elías Aguirre  |  |

| Alianza Atlético    | 2 - 1 | Juan Aurich        | Melanio Coloma |  |
| Comerciantes Unidos | 4 - 0 | Defensor La Bocana | Elías Aguirre  |  |

| Juan Aurich        | 7 - 1 | Comerciantes Unidos | Elías Aguirre       |  |
| Defensor La Bocana | 3 - 3 | Alianza Atlético    | Municipal de Bernal |  |

##### Segunda Vuelta
| Alianza Atlético    | 1 - 1 | Defensor La Bocana | Melanio Coloma         |  |
| Comerciantes Unidos | 1 - 3 | Juan Aurich        | Juan Maldonado Gamarra |  |

| Juan Aurich        | 5 - 1 | Alianza Atlético    | Elías Aguirre       |  |
| Defensor La Bocana | 3 - 3 | Comerciantes Unidos | Municipal de Bernal |  |

| Defensor La Bocana  | 0 - 0 | Juan Aurich      | Municipal de Bernal    |  |
| Comerciantes Unidos | 0 - 0 | Alianza Atlético | Juan Maldonado Gamarra |  |

| Alianza Atlético | 0 - 0 | Comerciantes Unidos | Melanio Coloma |  |
| Juan Aurich      | 2 - 1 | Defensor La Bocana  | Elías Aguirre  |  |

| Alianza Atlético    | 2 - 0 | Juan Aurich        | Melanio Coloma | 13 de noviembre |
| Comerciantes Unidos | 2 - 1 | Defensor La Bocana | Elías Aguirre  |                 |

| Juan Aurich        | 1 - 1 | Comerciantes Unidos | Elías Aguirre       |  |
| Defensor La Bocana | 1 - 2 | Alianza Atlético    | Municipal de Bernal |  |

#### Zona 2 (Norte 2)
| Pos. | Equipo                     | PJ | PG | PE | PP | GF | GC | Dif. | Pts. |
| ---- | -------------------------- | -- | -- | -- | -- | -- | -- | ---- | ---- |
| 1º   | Universidad César Vallejo  | 12 | 6  | 4  | 2  | 27 | 12 | +15  | 22   |
| 2º   | Universitario de Deportes  | 12 | 5  | 4  | 3  | 16 | 9  | +7   | 19   |
| 3º   | Unión Comercio             | 12 | 6  | 1  | 5  | 14 | 14 | 0    | 19   |
| 4º   | Univ. Técnica de Cajamarca | 12 | 2  | 1  | 9  | 5  | 27 | -22  | 7    |

Orden por: 1) Puntos obtenidos. 2) Diferencia de gol. 3) Goles marcados a favor.
|  | Clasifican a Segunda Fase |

##### Primera Vuelta
| Univ. Técnica de Cajamarca | 0 - 1 | Universitario de Deportes | Héroes de San Ramón | 28 de agosto |
| Universidad César Vallejo  | 4 - 0 | Unión Comercio            | Villa Poeta         | 28 de agosto |

| Unión Comercio            | 7 - 0 | Univ. Técnica de Cajamarca | Regional IPD                           | 11 de septiembre |
| Universitario de Deportes | 1 - 2 | Universidad César Vallejo  | Archivo:Bandera de Lima.svg Monumental | 11 de septiembre |

| Unión Comercio             | 0 - 0 | Universitario de Deportes | IPD Rioja           | 17 de septiembre |
| Univ. Técnica de Cajamarca | 1 - 1 | Universidad César Vallejo | Héroes de San Ramón | 17 de septiembre |

| Universidad César Vallejo | 6 - 1 | Univ. Técnica de Cajamarca | Villa Poeta                           | 24 de septiembre |
| Universitario de Deportes | 0 - 1 | Unión Comercio             | Archivo:Bandera de Lima.svg Campo Mar | 25 de septiembre |

| Univ. Técnica de Cajamarca | 1 - 0 | Unión Comercio            | Héroes de San Ramón | 27 de septiembre |
| Universidad César Vallejo  | 2 - 2 | Universitario de Deportes | Villa Poeta         | 28 de septiembre |

| Universitario de Deportes | 4 - 0 | Univ. Técnica de Cajamarca | Archivo:Bandera de Lima.svg Campo Mar | 15 de octubre |
| Unión Comercio            | 2 - 1 | Universidad César Vallejo  | Regional IPD                          | 16 de octubre |

##### Segunda Vuelta
| Univ. Técnica de Cajamarca | 0 - 1 | Universitario de Deportes | Héroes de San Ramón | 19 de octubre |
| Universidad César Vallejo  | 5 - 0 | Unión Comercio            | Mansiche            | 19 de octubre |

| Universitario de Deportes | 2 - 2 | Universidad César Vallejo  | Archivo:Bandera de Lima.svg Campo Mar | 22 de octubre |
| Unión Comercio            | 2 - 0 | Univ. Técnica de Cajamarca | Regional IPD                          | 23 de octubre |

| Unión Comercio             | 1 - 0 | Universitario de Deportes | Regional IPD        | 28 de octubre |
| Univ. Técnica de Cajamarca | 0 - 1 | Universidad César Vallejo | Héroes de San Ramón | 29 de octubre |

| Universitario de Deportes | 2 - 0 | Unión Comercio             | Archivo:Bandera de Lima.svg Campo Mar | 2 de noviembre |
| Universidad César Vallejo | 3 - 1 | Univ. Técnica de Cajamarca | Mansiche                              | 3 de noviembre |

| Universidad César Vallejo  | 1 - 1 | Universitario de Deportes | Villa Poeta         | 13 de noviembre |
| Univ. Técnica de Cajamarca | 1 - 0 | Unión Comercio            | Héroes de San Ramón | 13 de noviembre |

| Universitario de Deportes | 2 - 0 | Univ. Técnica de Cajamarca | Archivo:Bandera de Lima.svg Campo Mar | 19 de noviembre |
| Unión Comercio            | 1 - 0 | Universidad César Vallejo  | Regional IPD                          | 20 de noviembre |

#### Zona 3 (Lima)
| Pos. | Equipo                    | PJ | PG | PE | PP | GF | GC | Dif. | Pts. |
| ---- | ------------------------- | -- | -- | -- | -- | -- | -- | ---- | ---- |
| 1º   | Sporting Cristal          | 12 | 10 | 1  | 1  | 40 | 17 | +23  | 31   |
| 2º   | Universidad de San Martín | 12 | 6  | 1  | 5  | 24 | 25 | -1   | 19   |
| 3º   | Alianza Lima              | 12 | 4  | 3  | 5  | 22 | 25 | -3   | 15   |
| 4º   | Deportivo Municipal       | 12 | 1  | 1  | 10 | 12 | 31 | -19  | 4    |

Orden por: 1) Puntos obtenidos. 2) Diferencia de gol. 3) Goles marcados a favor.
|  | Clasifican a Segunda Fase |

##### Primera Vuelta
| Universidad de San Martín | 4 - 1 | Alianza Lima     | Archivo:Bandera de Lima.svg Villa Deportiva USMP | 26 de agosto | USM: Luján - Bolívar - Burger - Marañón AL: Carrillo |
| Deportivo Municipal       | 1 - 3 | Sporting Cristal | Archivo:Bandera de Lima.svg Iván Elías Moreno    | 28 de agosto | DM: Cayo SC: Vega - A. Solís - Huangal               |

| Sporting Cristal    | 4 - 2 | Universidad de San Martín | Archivo:Bandera de Lima.svg La Florida        | 10 de septiembre | SC: Rebagliati (2) - Sandoval - Távara USM: Burger (2) |
| Deportivo Municipal | 0 - 2 | Alianza Lima              | Archivo:Bandera de Lima.svg Iván Elías Moreno | 12 de septiembre | AL:Carrillo - Lavalle                                  |

| Universidad de San Martín | 3 - 1 | Deportivo Municipal | Archivo:Bandera de Lima.svg Villa Deportiva USMP | 16 de septiembre | USM: Iberico - Marañón - Concha DM: Succar |
| Sporting Cristal          | 2 - 1 | Alianza Lima        | Archivo:Bandera de Lima.svg La Florida           | 17 de septiembre | SC: Rebagliati (2) AL: Carrillo            |

| Alianza Lima        | 3 - 5 | Sporting Cristal          | Archivo:Bandera de Lima.svg Alejandro Villanueva | 25 de septiembre | AL: Carrillo (2) - Sánchez SC: Távara (2) - Madrid - Rebagliati - Arrasco |
| Deportivo Municipal | 4 - 2 | Universidad de San Martín | Archivo:Bandera de Lima.svg Iván Elías Moreno    | 6 de octubre     | DM: Ángeles - Eugenio - Saffadi (2) USM: Zanelatto - Espinoza             |

| Alianza Lima              | 3 - 1 | Deportivo Municipal | Archivo:Bandera de Lima.svg Alejandro Villanueva | 28 de septiembre | AL: Carrillo - Chamba - Marina DM: Eugenio |
| Universidad de San Martín | 1 - 0 | Sporting Cristal    | Archivo:Bandera de Lima.svg Villa Deportiva USMP | 28 de septiembre | USM: Marañón                               |

| Sporting Cristal | 5 - 2 | Deportivo Municipal       | Archivo:Bandera de Lima.svg La Florida           | 15 de octubre | SC: Arrasco (2) - Huangal - Oliva - Espinosa DM: Saffadi - Eugenio |
| Alianza Lima     | 2 - 2 | Universidad de San Martín | Archivo:Bandera de Lima.svg Alejandro Villanueva | 16 de octubre | AL: Carrillo (2) USM: Concha - Espinoza                            |

##### Segunda Vuelta
| Universidad de San Martín | 1 - 3 | Alianza Lima     | Archivo:Bandera de Lima.svg Villa Deportiva USMP | 20 de octubre | USM: Arakaki AL: Mora - Marina - Belandres |
| Deportivo Municipal       | 0 - 4 | Sporting Cristal | Archivo:Bandera de Lima.svg Iván Elías Moreno    | 20 de octubre | SC: Sandoval - Arrasco - A. Solís (2)      |

| Sporting Cristal    | 6 - 1 | Universidad de San Martín | Archivo:Bandera de Lima.svg Alberto Gallardo  | 23 de octubre | SC: Rebagliati - Sandoval - Gómez - Vega - A. Solís - Arrasco USM: Arakaki |
| Deportivo Municipal | 1 - 1 | Alianza Lima              | Archivo:Bandera de Lima.svg Iván Elías Moreno | 24 de octubre | DM: Saffadi AL: Tamariz                                                    |

| Sporting Cristal          | 3 - 3 | Alianza Lima        | Archivo:Bandera de Lima.svg La Florida           | 29 de octubre | SC: Rebagliati - A. Solís (2) AL: Carrillo (2) - Garro |
| Universidad de San Martín | 1 - 0 | Deportivo Municipal | Archivo:Bandera de Lima.svg Villa Deportiva USMP | 29 de octubre | USM: Carrizales                                        |

| Alianza Lima        | 0 - 2 | Sporting Cristal          | Archivo:Bandera de Lima.svg Alejandro Villanueva | 1 de noviembre | SC: Ahmed - Sandoval    |
| Deportivo Municipal | 0 - 2 | Universidad de San Martín | Archivo:Bandera de Lima.svg Iván Elías Moreno    | 1 de noviembre | USM: Espinoza - Iberico |

| Universidad de San Martín | 2 - 3 | Sporting Cristal    | Archivo:Bandera de Lima.svg Villa Deportiva USMP | 12 de noviembre | USM: Carrizales - Espinoza SC: Ahmed - Ysique - Espinosa |
| Alianza Lima              | 2 - 1 | Deportivo Municipal | Archivo:Bandera de Lima.svg Alejandro Villanueva | 15 de noviembre |                                                          |

| Alianza Lima     | 1 - 3 | Universidad de San Martín | Archivo:Bandera de Lima.svg Alejandro Villanueva | 20 de noviembre | AL: Mora USM: Iberico (2) - Marañón |
| Sporting Cristal | 3 - 1 | Deportivo Municipal       | Archivo:Bandera de Lima.svg La Florida           | 20 de noviembre | SC: Ahmed (2) - Oliva DM: Cabrera   |

#### Zona 4 (Sur)
| Pos. | Equipo         | PJ | PG | PE | PP | GF | GC | Dif. | Pts. |
| ---- | -------------- | -- | -- | -- | -- | -- | -- | ---- | ---- |
| 1º   | FBC Melgar     | 12 | 7  | 2  | 3  | 18 | 15 | +3   | 23   |
| 2º   | Sport Huancayo | 12 | 6  | 3  | 3  | 21 | 11 | +10  | 21   |
| 3º   | Real Garcilaso | 12 | 4  | 1  | 7  | 13 | 19 | -6   | 13   |
| 4º   | Ayacucho FC    | 12 | 3  | 2  | 7  | 12 | 19 | -7   | 11   |

Leyenda: (C) Clasificado (E) Eliminado (Sólo disponible hasta el fin de la competición)
Orden por: 1) Puntos obtenidos. 2) Diferencia de gol. 3) Goles marcados a favor.
|  | Clasifican a Segunda Fase |

##### Primera Vuelta
| Ayacucho F. C.  | 0 - 1 | Sport Huancayo | Libertador | 26 de agosto |
| F. B. C. Melgar | 2 - 1 | Real Garcilaso | La Tomilla | 28 de agosto |

| Sport Huancayo | 0 - 0 | F. B. C. Melgar | Huancayo | 11 de septiembre |
| Real Garcilaso | 1 - 0 | Ayacucho F. C.  | Oropesa  | 11 de septiembre |

| Ayacucho F. C. | 0 - 3 | F. B. C. Melgar | Ciudad de Cumaná | 17 de septiembre |
| Real Garcilaso | 2 - 1 | Sport Huancayo  | Garcilaso        | 18 de septiembre |

| Sport Huancayo  | 3 - 1 | Real Garcilaso | Huancayo | 25 de septiembre |
| F. B. C. Melgar | 3 - 1 | Ayacucho F. C. | UNSA     | 25 de septiembre |

| Ayacucho F. C.  | 2 - 1 | Real Garcilaso | Ciudad de Cumaná | 28 de septiembre |
| F. B. C. Melgar | 1 - 0 | Sport Huancayo | Arequipa         | 28 de septiembre |

| Sport Huancayo | 0 - 0 | Ayacucho F. C.  | Huancayo | 16 de octubre |
| Real Garcilaso | 1 - 0 | F. B. C. Melgar | Oropesa  | 16 de octubre |

##### Segunda Vuelta
| F. B. C. Melgar | 0 - 0 | Real Garcilaso | La Tomilla       | 19 de octubre |
| Ayacucho F. C.  | 1 - 2 | Sport Huancayo | Ciudad de Cumaná | 20 de octubre |

| Sport Huancayo | 6 - 1 | F. B. C. Melgar | Huancayo | 23 de octubre |
| Real Garcilaso | 2 - 1 | Ayacucho F. C.  | Oropesa  | 23 de octubre |

| Ayacucho F. C. | 1 - 0 | F. B. C. Melgar | Ciudad de Cumaná | 30 de octubre |
| Real Garcilaso | 0 - 3 | Sport Huancayo  | Garcilaso        | 30 de octubre |

| Sport Huancayo  | 2 - 1 | Real Garcilaso | Huancayo | 2 de noviembre |
| F. B. C. Melgar | 3 - 2 | Ayacucho F. C. | Arequipa | 2 de noviembre |

| Ayacucho F. C.  | 2 - 1 | Real Garcilaso | Ciudad de Cumaná | 13 de noviembre |
| F. B. C. Melgar | 2 - 1 | Sport Huancayo | La Tomilla       | 13 de noviembre |

| Sport Huancayo | 2 - 2 | Ayacucho F. C.  | Huancayo  | 18 de noviembre |
| Real Garcilaso | 2 - 3 | F. B. C. Melgar | Garcilaso | 20 de noviembre |

### Segunda Fase

#### Grupo A
| Pos. | Equipo                    |            | PJ | PG | PE | PP | GF | GC | Dif. | Pts. |
| ---- | ------------------------- | ---------- | -- | -- | -- | -- | -- | -- | ---- | ---- |
| 1º   | Universidad de San Martín | Se mantuvo | 3  | 2  | 1  | 0  | 10 | 4  | +6   | 7    |
| 2º   | Sporting Cristal          | Se mantuvo | 3  | 2  | 1  | 0  | 6  | 1  | +5   | 7    |
| 3º   | Juan Aurich               | Se mantuvo | 3  | 1  | 0  | 2  | 4  | 7  | -3   | 3    |
| 4º   | Alianza Atlético          | Se mantuvo | 3  | 0  | 0  | 3  | 4  | 12 | -8   | 0    |

Orden por: 1) Puntos obtenidos. 2) Diferencia de gol. 3) Goles marcados a favor.
|  | Clasifican a Semifinales |

| Juan Aurich      | 1 - 4 | Universidad de San Martín | Archivo:Bandera de Lima.svg Videna | 25 de noviembre |
| Sporting Cristal | 4 - 0 | Alianza Atlético          | Archivo:Bandera de Lima.svg Videna | 25 de noviembre |

| Juan Aurich      | 3 - 2 | Alianza Atlético          | Archivo:Bandera de Lima.svg Videna | 27 de noviembre |
| Sporting Cristal | 1 - 1 | Universidad de San Martín | Archivo:Bandera de Lima.svg Videna | 27 de noviembre |

| Juan Aurich      | 0 - 1 | Sporting Cristal          | Archivo:Bandera de Lima.svg Videna | 29 de noviembre |
| Alianza Atlético | 2 - 5 | Universidad de San Martín | Archivo:Bandera de Lima.svg Videna | 29 de noviembre |

#### Grupo B
| Pos. | Equipo                    |            | PJ | PG | PE | PP | GF | GC | Dif. | Pts. |
| ---- | ------------------------- | ---------- | -- | -- | -- | -- | -- | -- | ---- | ---- |
| 1º   | Universitario de Deportes | Se mantuvo | 3  | 2  | 1  | 0  | 5  | 1  | +4   | 7    |
| 2º   | Universidad César Vallejo | Se mantuvo | 3  | 1  | 2  | 0  | 6  | 5  | +1   | 5    |
| 3º   | FBC Melgar                | Se mantuvo | 3  | 1  | 0  | 2  | 3  | 5  | -2   | 3    |
| 4º   | Sport Huancayo            | Se mantuvo | 3  | 0  | 1  | 2  | 4  | 7  | -3   | 1    |

Orden por: 1) Puntos obtenidos. 2) Diferencia de gol. 3) Goles marcados a favor.
|  | Clasifican a Semifinales |

| Universidad César Vallejo | 3 - 3 | Sport Huancayo            | Archivo:Bandera de Lima.svg Videna | 25 de noviembre |
| F. B. C. Melgar           | 0 - 2 | Universitario de Deportes | Archivo:Bandera de Lima.svg Videna | 25 de noviembre |

| Universidad César Vallejo | 1 - 1 | Universitario de Deportes | Archivo:Bandera de Lima.svg Videna | 27 de noviembre |
| F. B. C. Melgar           | 2 - 1 | Sport Huancayo            | Archivo:Bandera de Lima.svg Videna | 27 de noviembre |

| Universidad César Vallejo | 2 - 1 | F. B. C. Melgar | Archivo:Bandera de Lima.svg Videna | 29 de noviembre |
| Universitario de Deportes | 2 - 0 | Sport Huancayo  | Archivo:Bandera de Lima.svg Videna | 29 de noviembre |

### Semifinales
| Local                     | Resultado     | Visitante                 | Estadio                            | Fecha          |
| ------------------------- | ------------- | ------------------------- | ---------------------------------- | -------------- |
| Universidad de San Martín | 3 (4) - 3 (2) | Universidad César Vallejo | Archivo:Bandera de Lima.svg Videna | 1 de diciembre |
| Universitario de Deportes | 2 (2) - 2 (4) | Sporting Cristal          | Archivo:Bandera de Lima.svg Videna | 1 de diciembre |

### Final
| Local                     | Resultado | Visitante        | Estadio                            | Fecha          |
| ------------------------- | --------- | ---------------- | ---------------------------------- | -------------- |
| Universidad de San Martín | 0 - 2     | Sporting Cristal | Archivo:Bandera de Lima.svg Videna | 4 de diciembre |

| Sporting Cristal 1º Título |